# بوليفارد وورلد
بوليڤارد وورلد او جادّة العالم هي إحدى المناطق الترفيهية التي أعلن عن افتتاحها رئيس مجلس إدارة الهيئة العامة للترفيه في المملكة العربية السعودية، تركي آل الشيخ ضمن مناطق موسم الرياض 2022، تجمع تجارب متنوعة لعدة دول من حول العالم منها: الولايات المتحدة، فرنسا، إيطاليا، الهند، الصين، إسبانيا، اليابان، المكسيك، اليونان والمغرب. كما تضم أكبر بحيرة صناعية في العالم، يتاح للزوار فيها ركوب الغواصات لأول مرة في مدينة الرياض، ومنطقة إيريا من لاس فيغاس، وأكبر مسرح كوري في العالم، بالإضافة إلى قرية كومبات، وقرية سوبر هيرو، وتجربة أكبر سفير في العالم، وتلفريك للتنقل بين بوليفارد وورلد وبوليفارد رياض سيتي، بطاقة استيعابية تصل إلى 3 آلاف زائر كل ساعة (2022).
في موسم الرياض 2023، أُضيفت أربعة مناطق جديدة بالإضافة للعشر السابقة، وهن: المملكة المتحدة، ومصر، وتايلاند، وجميع دول الشام. كما أُضيفت منطقة تسوق شعبية تضم فيها 1180 محلًا تجاريًا، و120 مطعمًا ومقهى، وصالة ألعاب، وعروضًا فنية متنوعة. زادت مساحة بوليفارد وورلد كاملةً عن العام السابق ما يقارب 40%.